# Nicola di Oldenburg
Nicola, granduca ereditario di Oldenburg (nome completo in tedesco: Nikolaus Friedrich Wilhelm Peter Paul Ludwig Joseph Adolf von Holstein-Gottorp, Erbgroßherzog von Oldenburg; Oldenburg, 10 agosto 1897 – Rastede, 3 aprile 1970), era il maggiore dei figli maschi di Federico Augusto II, Granduca di Oldenburg, ultimo Granduca di Oldenburg regnante. Fu il titolare pretendente dal 1931 fino alla sua morte.

## Infanzia
Nicola nacque a Oldenburg; era il terzogenito e primo figlio maschio di Federico Augusto II, granduca di Oldenburg (figlio di  Pietro II di Oldenburg e  di Elisabetta di Sassonia-Altenburg) e della sua seconda moglie Elisabetta di Meclemburgo-Schwerin (figlia di Federico Francesco II di Meclemburgo-Schwerin e di Maria di Schwarzburg-Rudolstadt). Era cugino di primo grado della regina Giuliana dei Paesi Bassi.
In suo onore fu denominata un'invenzione del padre, il DRP 157706 "Niki propeller", un particolare propellente per le navi; il padre era infatti anche ammiraglio della Kaiserliche Marine e grande esperto in fatto di cose nautiche. Nicola prestò invece servizio in un reggimento di dragoni dell'esercito prussiano, del quale ricevette il grado onorifico di capitano. A diciotto anni partecipò alla prima guerra mondiale nello stato maggiore del principe Rupprecht di Baviera, amico del padre. Dopo la Rivoluzione di Novembre la sua famiglia perse ogni diritto sullo stato dell'Oldenburg, ma ebbe il permesso di continuare a fregiarsi nominalmente del titolo granducale; con la morte del padre, nel 1931 Nicola divenne il capo del casato di Oldenburg.
Nicola prese attivamente parte alla vita politica tedesca e in particolare organizzò un Partito Monarchico dello Stato dell'Oldenburg che faceva capo a lui stesso e al quale fu iscritta quasi la totalità dei cittadini di Oldenburg e dintorni; non ebbe simpatia per il nazismo e sconsigliò i suoi concittadini di votare a favore di esso: in effetti il partito nazista totalizzò un piccolissimo numero di aderenti. Nel 1936 il partito, come tutti gli altri partiti politici tedeschi, fu messo fuori legge. Nicola era malvisto dai nazisti e rischiò di essere bollato come "nemico dello stato", se non fosse stato per l'intervento del cognato, il principe Giosea di Waldeck e Pyrmont, che era invece un fervente nazista. Nicola non partecipò alla Seconda Guerra Mondiale, durante la quale visse quasi isolato nel castello di famiglia a Rastede.
Dopo il nazismo Nicola ebbe l'idea di negoziare con gli Alleati per il ritorno della monarchia in Germania e nei vecchi stati tedeschi, ma le trattative (benché non del tutto spiaciute agli inglesi) non furono mai portate a termine; ricostruì il Partito Monarchico dello Stato dell'Oldenburg ottenendo sempre grandi successi; nel 1963 uscì dalla vita politica lasciando la direzione del partito al figlio Antonio-Günther; il partito si sciolse dopo la sua morte, avvenuta del 1970 a Rastede.

## Matrimonio
Il 26 ottobre 1921 Nicola sposò nella cappella del castello di Rastede la principessa Elena di Waldeck e Pyrmont (1899-1948), unica figlia di Federico di Waldeck e Pyrmont e di Batilde di Schaumburg-Lippe. Al loro matrimonio parteciparono l'ex kaiser Guglielmo II di Germania, l'ex kronprinz Guglielmo di Prussia (1882-1951), Luigi Ferdinando di Prussia (1907-1994), Enrico di Meclemburgo-Schwerin e Guglielmina dei Paesi Bassi.
Dopo la morte di sua moglie nel 1948, il 20 settembre 1950 si risposò con la baronessa Anne-Marie von Schutzbar gennant Milchling (1903-1991), figlia del barone Rudolf von Schutzbar gennant Michling, ex ambasciatore a Copenaghen, e di Rose Marston e vedova di Berchtold von Bernstorff, che insieme al fratello Albrecht von Bernstorff aveva partecipato al fallito complotto del 20 luglio 1944 ordito da von Stauffenberg contro Hitler ed era stato ucciso durante la sua repressione. Non ebbero figli.

## Discendenza
I figli avuti dalla prima moglie sono:
- Antonio Günther, duca di Oldenburg (1923-2014), sposò Ameli di Löwenstein-Wertheim-Freudenberg
- duchessa Rixa di Oldenburg (1924-1939)
- duca Pietro (1926-2016)
- duchessa Eilika di Oldenburg (1928-2016), sposò Emich Kirill, VII principe di Leiningen
- duca Egilmar di Oldenburg (1934-2013)
- duca Federico Augusto di Oldenburg (1936-2017), sposò Maria Cecilia di Prussia
- duchessa Altburg di Oldenburg (1938-)
- duca Huno di Oldenburg (1940-)
- duca Giovanni di Oldenburg (1940-2025), sposò la contessa Ilka zu Ortenburg e la loro figlia Eilika ha sposato l'arciduca Giorgio d'Asburgo-Lorena

## Antenati
|                                               |                                        |                                                    | Genitori                                                 |  |  | Nonni |  |  | Bisnonni                       |  |  | Trisnonni                       |  |
|                                               |                                        |                                                    |                                                          |  |  |       |  |  | Augusto, Granduca di Oldenburg |  |  | Pietro I, Granduca di Oldenburg |  |
|                                               |                                        |                                                    |                                                          |  |  |       |  |  | Augusto, Granduca di Oldenburg |  |  | Pietro I, Granduca di Oldenburg |  |
|                                               |                                        | Duchessa Federica di Württemberg                   |                                                          |  |  |       |  |  | Augusto, Granduca di Oldenburg |  |  |                                 |  |
| Pietro II, Granduca di Oldenburg              |                                        |                                                    |                                                          |  |  |       |  |  | Augusto, Granduca di Oldenburg |  |  |                                 |  |
|                                               |                                        | Principessa Ida di Anhalt-Bernburg-Schaumburg-Hoym | Vittorio II, Principe di Anhalt-Bernburg-Schaumburg-Hoym |  |  |       |  |  |                                |  |  |                                 |  |
|                                               |                                        | Principessa Ida di Anhalt-Bernburg-Schaumburg-Hoym | Vittorio II, Principe di Anhalt-Bernburg-Schaumburg-Hoym |  |  |       |  |  |                                |  |  |                                 |  |
|                                               |                                        | Principessa Ida di Anhalt-Bernburg-Schaumburg-Hoym | Principessa Amalia di Nassau-Weilburg                    |  |  |       |  |  |                                |  |  |                                 |  |
| Federico Augusto II, Granduca di Oldenburg    |                                        | Principessa Ida di Anhalt-Bernburg-Schaumburg-Hoym |                                                          |  |  |       |  |  |                                |  |  |                                 |  |
|                                               |                                        | Giuseppe, Duca di Sassonia-Altenburg               | Federico, Duca di Sassonia-Hildburghausen                |  |  |       |  |  |                                |  |  |                                 |  |
|                                               |                                        | Giuseppe, Duca di Sassonia-Altenburg               | Federico, Duca di Sassonia-Hildburghausen                |  |  |       |  |  |                                |  |  |                                 |  |
|                                               |                                        | Giuseppe, Duca di Sassonia-Altenburg               | Duchessa Carlotta Giorgina di Meclemburgo-Strelitz       |  |  |       |  |  |                                |  |  |                                 |  |
| Principessa Elisabetta di Sassonia-Altenburg  |                                        | Giuseppe, Duca di Sassonia-Altenburg               |                                                          |  |  |       |  |  |                                |  |  |                                 |  |
|                                               |                                        | Duchessa Amalia di Württemberg                     | Duca Luigi di Württemberg                                |  |  |       |  |  |                                |  |  |                                 |  |
|                                               |                                        | Duchessa Amalia di Württemberg                     | Duca Luigi di Württemberg                                |  |  |       |  |  |                                |  |  |                                 |  |
|                                               |                                        | Duchessa Amalia di Württemberg                     | Principessa Enrichetta di Nassau-Weilburg                |  |  |       |  |  |                                |  |  |                                 |  |
| Nicola di Oldenburg                           |                                        | Duchessa Amalia di Württemberg                     |                                                          |  |  |       |  |  |                                |  |  |                                 |  |
|                                               | Paolo Federico di Meclemburgo-Schwerin | Federico Ludovico di Meclemburgo-Schwerin          |                                                          |  |  |       |  |  |                                |  |  |                                 |  |
|                                               | Paolo Federico di Meclemburgo-Schwerin | Federico Ludovico di Meclemburgo-Schwerin          |                                                          |  |  |       |  |  |                                |  |  |                                 |  |
|                                               | Paolo Federico di Meclemburgo-Schwerin | Elena Pavlovna Romanova                            |                                                          |  |  |       |  |  |                                |  |  |                                 |  |
| Federico Francesco II di Meclemburgo-Schwerin | Paolo Federico di Meclemburgo-Schwerin |                                                    |                                                          |  |  |       |  |  |                                |  |  |                                 |  |
|                                               |                                        | Alessandrina di Prussia                            | Federico Guglielmo III di Prussia                        |  |  |       |  |  |                                |  |  |                                 |  |
|                                               |                                        | Alessandrina di Prussia                            | Federico Guglielmo III di Prussia                        |  |  |       |  |  |                                |  |  |                                 |  |
|                                               |                                        | Alessandrina di Prussia                            | Luisa di Meclemburgo-Strelitz                            |  |  |       |  |  |                                |  |  |                                 |  |
| Elisabetta di Meclemburgo-Schwerin            |                                        | Alessandrina di Prussia                            |                                                          |  |  |       |  |  |                                |  |  |                                 |  |
|                                               |                                        | Adolfo di Schwarzburg-Rudolstadt                   | Carlo Gunther di Schwarzburg-Rudolstadt                  |  |  |       |  |  |                                |  |  |                                 |  |
|                                               |                                        | Adolfo di Schwarzburg-Rudolstadt                   | Carlo Gunther di Schwarzburg-Rudolstadt                  |  |  |       |  |  |                                |  |  |                                 |  |
|                                               |                                        | Adolfo di Schwarzburg-Rudolstadt                   | Luisa Ulrica d'Assia-Homburg                             |  |  |       |  |  |                                |  |  |                                 |  |
| Maria di Schwarzburg-Rudolstadt               |                                        | Adolfo di Schwarzburg-Rudolstadt                   |                                                          |  |  |       |  |  |                                |  |  |                                 |  |
|                                               |                                        | Matilde di Schönburg-Waldenburg                    | Ottone Vittorio di Schönburg-Waldenburg                  |  |  |       |  |  |                                |  |  |                                 |  |
|                                               |                                        | Matilde di Schönburg-Waldenburg                    | Ottone Vittorio di Schönburg-Waldenburg                  |  |  |       |  |  |                                |  |  |                                 |  |
|                                               |                                        | Matilde di Schönburg-Waldenburg                    | Tecla di Schwarzburg-Rudolstadt                          |  |  |       |  |  |                                |  |  |                                 |  |
|                                               |                                        | Matilde di Schönburg-Waldenburg                    |                                                          |  |  |       |  |  |                                |  |  |                                 |  |